# فاخنهايم
فَخِنهَيم (بالألمانية: Wachenheim) (نقحرة: فاخنهايم) هي بلدة ألمانية تقع في باد دوركهايم في ألمانيا. يقدر عدد سكانها بـ 4,767 نسمة .

## المدن التوأمة
مدن Cuisery وبغاو هي مدن توأمة لـفَخِنهَيم.

## أعلام
- إسحاق رايس